# Edward Tennant (1er baron Glenconner)
Pour les articles homonymes, voir Edward Tennant.
Edward Priaulx Tennant, 1er baron Glenconner (31 mai 1859 - 21 novembre 1920), connu sous le nom d'Edward Tennant, 2e baronnet, de 1906 à 1911, est un homme politique libéral écossais. En 1911, il est élevé à la pairie en tant que baron Glenconner.

## Biographie
Il est né le 31 mai 1859, le fils aîné de Charles Tennant, 1er baronnet (mort en 1906). Son frère est Harold Tennant et sa sœur Margot Tennant est l'épouse du Premier ministre Herbert Henry Asquith. Il est l'oncle d'Elizabeth Bibesco et d'Anthony Asquith.
Il fait ses études au Collège d'Eton et au Trinity College de Cambridge. Il voyage en Afrique, en Inde et en Amérique, et est secrétaire privé adjoint de George Trevelyan (2e baronnet), Secrétaire d'État pour l'Écosse, de 1892 à 1895. Il est candidat au Parlement pour Partick en 1892 et pour Peebles et Selkirk en 1900 mais n'est pas élu. Il est élu député libéral de Salisbury aux Élections générales britanniques de 1906, occupant le siège jusqu'aux élections générales de 1910. Il succède à son père comme baronnet en 1906 et, en 1911, il est élevé à la pairie en tant que baron Glenconner, de The Glen dans le comté de Peebles. Lord Glenconner est également Lord High Commissioner auprès de l'Assemblée générale de l'Église d'Écosse en 1911, 1912, 1913 et 1914, et Lord Lieutenant du Peeblesshire de 1908 à 1920. Entre 1883 et 1886, il voyage en Afrique du Sud et sur le continent américain, visitant plus tard l'Inde et l'Extrême-Orient. En 1885, il obtient son diplôme de Master of Arts. En 1902, il fait une tournée en Extrême-Orient avec sa femme et est présent au Delhi Durbar.
Il est également Président de l'Union Bank of Scotland, administrateur de plusieurs sociétés dont Mysore Gold Company, président de la Scottish Modern Arts Association pendant un certain temps et président de l'Association nationale pour la prévention de la tuberculose.
En 1914, il donne à la commune de Glasgow 13 acres de terrain dans le district de St Rollox comme terrain de loisirs pour cette partie de la ville. En 1918, il donne l'Abbaye de Dryburgh à la nation pour la sauver de la ruine, après l'avoir achetée pour 35 000 £. Cet acte a été imité par d'autres, ce qui a permis à l'Écosse de posséder en deux ans plusieurs monuments antiques de cette manière.

## Mariage et descendance

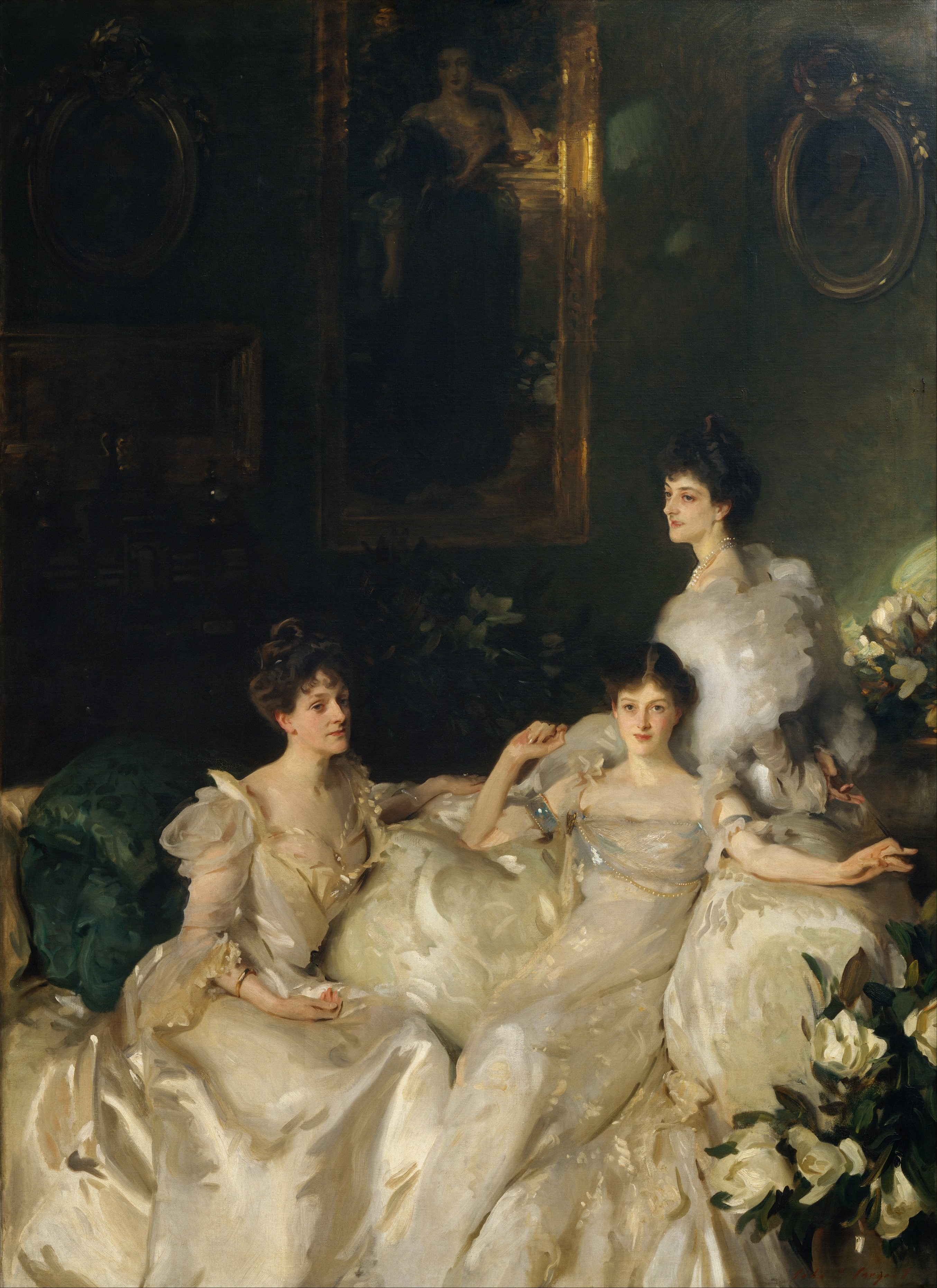
Les Sœurs Wyndham, Lady Elcho, Mrs Addeane et Mrs Tennant, 1899
John Singer Sargent
New York, Metropolitan Museum

En 1895, il épouse Pamela Wyndham, la troisième fille de Percy Wyndham (1835-1911) qui est représentée au milieu, avec ses sœurs dans le célèbre tableau de John Singer Sargent Les Sœurs Wyndham. Sargent les a peints dans le salon de la résidence de leur famille sur Belgrave Square. Sur le mur au-dessus d'elles se trouve le portrait de leur mère par George Frederic Watts (collection privée), qui établit leur généalogie et rappelle aux spectateurs les liens de Sargent avec des artistes plus âgés. Présentée en 1900 à la Royal Academy, The Wyndham Sisters est saluée par la critique et surnommée « Les Trois Grâces » par le prince de Galles.
Pamela est une écrivaine, amie, entre autres, avec Henry James, Oscar Wilde et Edward Burne-Jones et fait partie du "cercle poétique et littéraire connu sous The Souls . C'est la sœur de George Wyndham.
Le couple a plusieurs enfants : 
- Christopher Tennant, 2e baron Glenconner (1899-1983), qui est le père de Colin Tennant (3e baron Glenconner), qui développe l'île des Caraïbes de Moustique et d'Emma Tennant.
- Edward Wyndham Tennant, poète de guerre
- Stephen Tennant
- David Pax Tennant (1902–1968), fondateur du Gargoyle Club à Soho, Londres, qui épouse Hermione Baddeley ; il est le père de Pauline Tennant (en)
- Clare Tennant

Il est décédé le 21 novembre 1920 d'une insuffisance cardiaque, 10 jours après une opération dont il semblait s'être remis. Il est incinéré au Golders Green Crematorium et ses cendres sont enterrées à Traquair, Peeblesshire.